# Gigli
Gigli er en amerikansk romantisk komedie fra 2003. Filmen er skrevet og instrueret af Martin Brest og på rollelisten er blandt andet Ben Affleck, Jennifer Lopez, Al Pacino, Christopher Walken, og Lainie Kazan.
Efter en langvarig kamp mellem studiet og instruktøren blev en radikalt revideret version af den oprindelige film frigivet. Der var betydelig medieopmærksomhed og folkelig interesse forud for offentliggørelsen, primært fordi Affleck og Lopez, filmens stjerner, dannede par privat på det tidspunkt. Den kritisk modtagelse var meget negativ, og i årene siden dets frigivelse er Gigli ofte blevet nævnt som en af de værste film nogensinde. Filmen blev en kommerciel fiasko, da den kun indspillede $7,2 million og havde kostet på $75,6 million at producere. Filmen modtog en Golden Raspberry Award som årets dårligste film, ligesom filmens hovedrolleindehavere også modtog “prisen” som værste skuespiller og værste filmpar.  

## Plot
Larry Gigli er en lavkvalitets gangster i Los Angeles, der ikke er nær så hård, som han kan lide at give udtryk for. Han er bleveg befalet til, at kidnappe den mentalt udfordret lillebror af en stærk føderal anklager, for at redde den New York-baserede mafiaboss Starkman fra fængslet. Giglis succes overbeviser den unge mand, Brian, at gå ud med ham ved at love at tage ham "til Baywatch", der synes at være Brians entlige besættelse, og viser sig at bare være på stranden. Den mand, der beordrede bortførelsen, Louis, ikke har tillid til at Gigli får jobbet gjort rigtigt, så han hyrer en kvinde, Ricki til at tage ansvaret.
Gigli er tiltrukket af Ricki, men han kan ikke fordrage, at Louis ikke har tiltro til ham, og at han skal tage ordrer fra en kvinde. Han er også frustreret over Brian insisteren over at tage til "Baywatch", og at Ricki er lesbisk. Begivenhederne tager en mørkere drejning, da Gigli og Ricki modtager ordrer til at skære Brians tommelfinger af, noget de ikke ønsker at gøre. Værre er at Rickis kæreste, Robin, dukker op i Giglis lejlighed, og beskylder hende for at have en affære. Hun skærer hendes håndled og haster til hospitalet. Mens han var på hospitalet, går Gigli til lighuset og skærer et ligs tommelfinger af, som han sender til sin chef, som Brians tommelfinger. Gigli og Ricki går tilbage til hans lejlighed, hvor Gigli bekender sin kærlighed, og de to sove sammen.
De er indkaldt til møde med mafiabossen. Starkman afslører, at han ikke godkende planen om at kidnappe en føderal anklagers bror og skælder dem ud, fordi tommelfingeren de sendte ikke matcher Brians fingeraftryk; han dræber derefter Louis. Starkman er ved at dræbe Ricki og Gigli, men Ricki taler ham fra det. De beslutter at tage Brian tilbage til hvor de fandt ham. På vejen opdager de Baywatch (eller en tilsvarende film) skyde en episode på stranden. De forlader en glad Brian der, og i sidste øjeblik, beslutter Ricki sig for at forlade byen med Gigli.

## Medvirkende
- Ben Affleck som Larry Gigli
- Jennifer Lopez som Ricki
- Justin Bartha som Brian
- Lainie Kazan som Mrs. Gigli
- Al Pacino som Starkman
- Lenny Venito som Louis
- Christopher Walken som detektiv Stanley Jacobellis
- Missy Crider som Robin

## Eksterne links
- Gigli på Internet Movie Database (engelsk)
- Gigli på Filmdatabasen
- Gigli på Scope
- Gigli i Svensk Filmdatabas (svensk)
- Gigli på AlloCiné (fransk)
- Gigli på MovieMeter (nederlandsk)
- Gigli på AllMovie (engelsk)
- Gigli hos American Film Institute (engelsk)
- Giglis profil hos Encyclopædia Britannica Online (engelsk)
- Gigli på Turner Classic Movies (engelsk)